# Heaven Beside You
«Heaven Beside You» es una balada de la banda de grunge estadounidense Alice in Chains, grabada para su tercer álbum, lanzado en 1995 con su nombre homónimo. La canción también está incluida en los recopilatorios Music Bank (1999), Greatest Hits (2001) y The Essential Alice in Chains (2006).

## Composición
Heaven Beside You fue escrita y cantada por el guitarrista Jerry Cantrell, con Layne Staley haciendo armonías vocales durante el coro. La canción está ejecutada en mid-tempo, la cual contrasta con el ritmo más rápido y el sonido en general más pesado encontrado en las demás pistas del disco homónimo de Alice in Chains.

## Letras
"Heaven Beside You" fue escrita por Jerry Cantrell después de una ruptura amorosa con su novia, con la que duró siete años. Cantrell era incapaz de permanecer fiel a la mujer a quién describió como "la chica más hermosa que he visto en mi vida," y añadió, "todavía la amo, pero tengo mucho de lobo maldito—mata, ataca, se lanza encima... es tan difícil cuándo estás acostumbrado a ser duro. No puedes decirle a un roble que sea un pino." 

En las notas del inserto que aparecen en el inserto del boxset Music Bank de 1999, Jerry dijo sobre la canción:
Otro intento de reconciliar el hecho que mi vida y los caminos están separando de la persona que amo. Todas las cosas que escribo sobre ella son un camino para que posiblemente pueda hablar con ella, expresarle cosas que yo nunca podría expresar.

## Lanzamiento y recepción
"Heaven Beside You" fue lanzado como sencillo en 1996. El tema alcanzó el número 52 en la gráfica del Billboard Hot 100 Airplay, consiguiendo la segunda posición más alta del grupo sólo superada por su sencillo No Excuses. "Heaven Beside You" alcanzó el número 3 en la gráfica de Billboard Mainstream Rock Tracks y el número 6 en el Billboard Modern Rock Tracks. "Heaven Beside You" alcanzó a figurar en los top 40 del Reino Unido.
Steve Huey de Allmusic  consideró la canción "uno de los mejores trabajos de la banda." Ned Raggett De Allmusic dijo que la canción "siguió la línea de Jar of Flies con sus riffs principalmente acústicos y una presentación por lo general discreta" y añadió que "El trabajo eléctrico de Cantrell es uno de sus mejores, yendo más allá de las admitidas y poderosas ráfagas de retroalimentación por las que fue conocido para encontrar un nuevo enfoque texturizado que equilibre el volumen con una sensación más rica y menos opresiva."

## Vídeoclip
El vídeo musical para el tema fue estrenado en 1996 y fue dirigido por Frank W. Ockenfels III. El vídeo está disponible en Music Bank: The Videos.

## Versiones en vivo
Alice in Chains interpretó una versión acústica de "Heaven Beside You" para su primera aparición en el MTV Unplugged de 1996.

## Apariciones en otros medios
La canción fue lanzada como contenido descargable para el videojuego Rock Band el día 12 de enero del 2010, y y también para el juego Rocksmith 2014 el 12 de diciembre del 2017.

## Listado de pista
| Version one |                     |          |  |
| N.º         | Título              | Duración |  |
| 1.          | «Heaven Beside You» | 5:27     |  |
| 2.          | «Would?» (live)     | 3:27     |  |
| 3.          | «Rooster» (live)    | 6:15     |  |
| 4.          | «Junkhead» (live)   | 5:09     |  |

| Version two |                           |          |  |
| N.º         | Título                    | Duración |  |
| 1.          | «Heaven Beside You»       | 5:27     |  |
| 2.          | «Angry Chair» (live)      | 4:24     |  |
| 3.          | «Man in the Box» (live)   | 5:46     |  |
| 4.          | «Love, Hate, Love» (live) | 7:50     |  |

## Personal
- Layne Staley – voz de apoyo en "Heaven Beside You"
- Jerry Cantrell – voz principal y guitarra acústica en "Heaven Beside You"
- Mike Inez – bajo eléctrico
- Sean Kinney – batería, percusión